# Пирк
Пирк (њем. Pirk) општина је у њемачкој савезној држави Баварска. Једно је од 38 општинских средишта округа Нојштат ан дер Валднаб. Према процјени из 2010. у општини је живјело 1.805 становника. Посједује регионалну шифру (AGS) 9374146.

## Географски и демографски подаци
Пирк се налази у савезној држави Баварска у округу Нојштат ан дер Валднаб. Општина се налази на надморској висини од 397 метара. Површина општине износи 26,2 km². У самом мјесту је, према процјени из 2010. године, живјело 1.805 становника. Просјечна густина становништва износи 69 становника/km².

## Међународна сарадња
| Мјесто         | Држава   | Врста сарадње | Од    |
| -------------- | -------- | ------------- | ----- |
| Баумгартенберг | Аустрија | контакт       | 2000. |
| Извор          |          |               |       |